# Ahmed Benbitour
Ahmed Benbitour (in arabo أحمد بن بيتور; Metlili, 20 giugno 1946) è un politico algerino.
È stato Primo ministro dell'Algeria dal dicembre 1999 all'agosto 2000.
Ha ricoperto alcuni incarichi governativi negli anni '90: è stato Ministro dell'energia (1993-1994) e Ministro delle finanze (1994-1996).